# AERO Friedrichshafen
 (avril 2014).

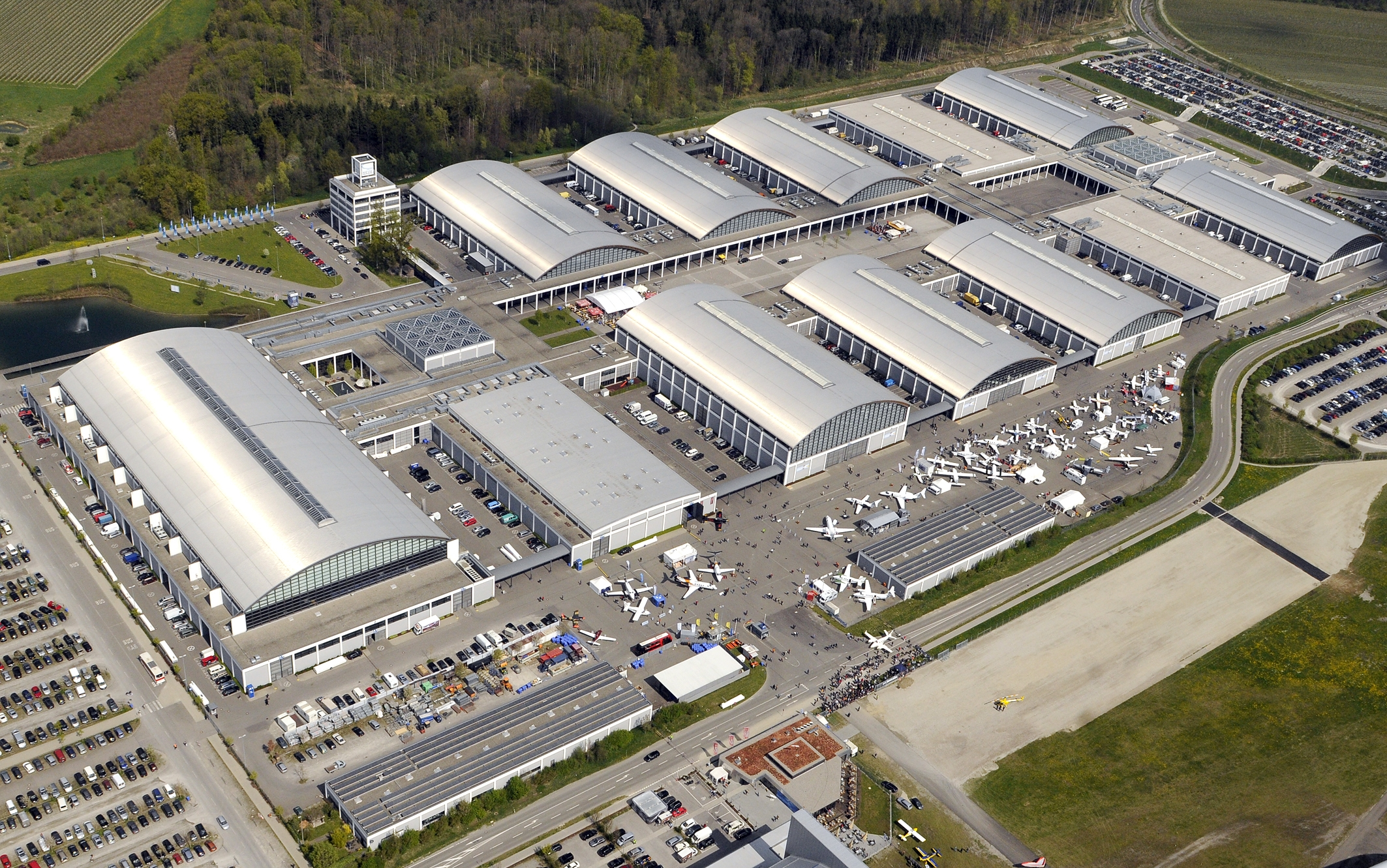
AERO en 2011

AERO Friedrichshafen est un salon consacré à l'aviation générale en Europe.
Il se tient chaque année en avril à Friedrichshafen en Allemagne.

## Histoire
AERO a eu lieu pour la première fois en 1977 en partenariat avec le salon RMF (Rennsport/Motor/Freizeit ; Course/Moteur/Loisir). C'était au début un évènement bisannuel. AERO est devenu un évènement indépendant en 1993 et se déroule annuellement depuis 2009.
AERO se tient au parc des expositions de Friedrichshafen situé à proximité de l'aérodrome de Friedrichshafen (code OACI : EDNY), sur les bords du lac de Constance en Allemagne.
Les constructeurs et motoristes européens présentent généralement leurs nouveautés lors de ce salon.
Ce salon attire maintenant plus de 600 exposants et 33 000 visiteurs par an.